# Pere Antoni Beuter

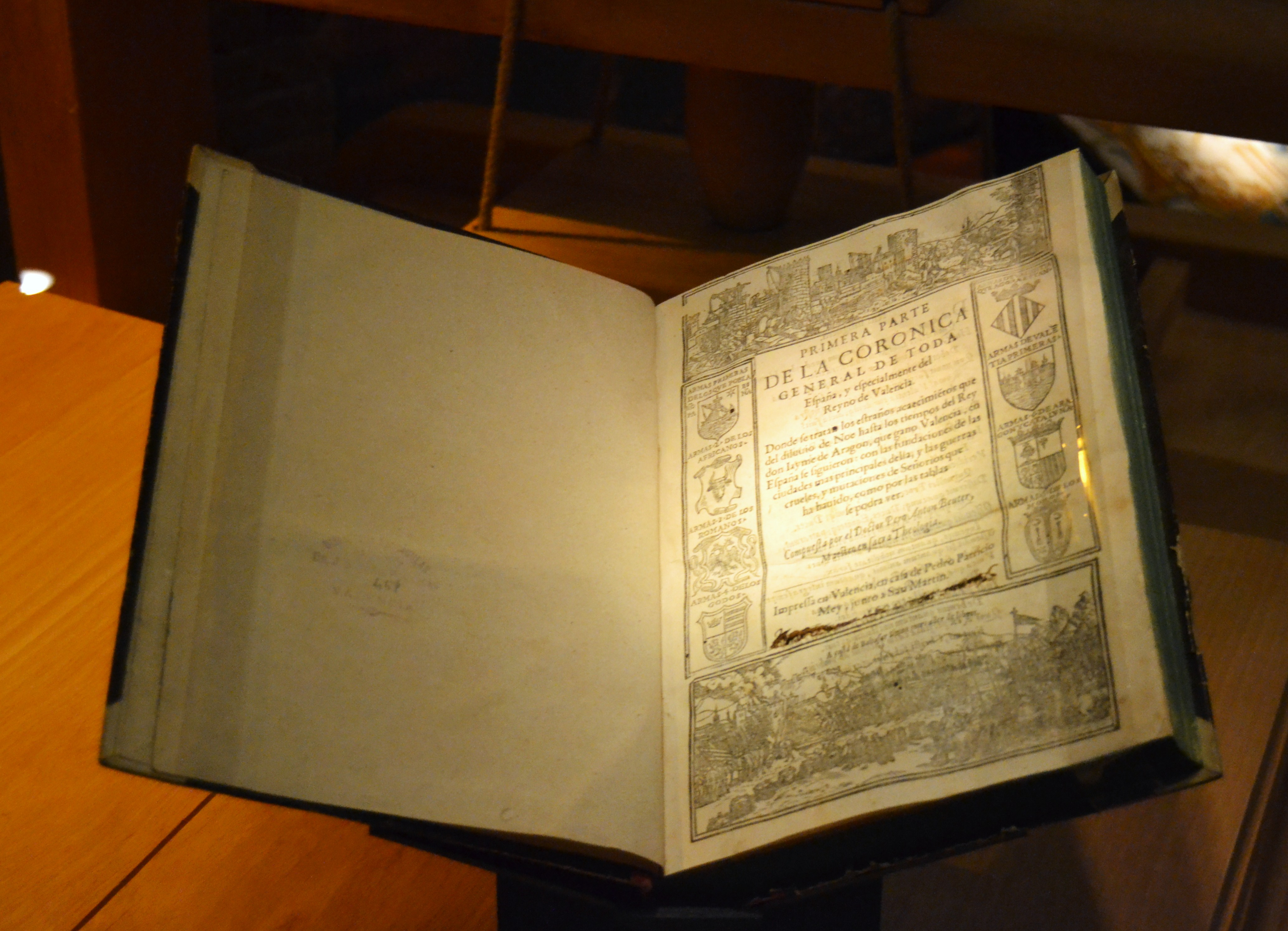
Der erste Band der Historiographie Valencias im Museu d’Història de València in einer Ausgabe von 1604

Pere Antoni Beuter (spanisch Pedro Antonio Beuter, * um 1490 in Valencia; † 1554 ebenda) war ein valencianischer Bibelexeget und Historiker.

## Leben und Werk
Pere Antoni Beuter war Nachkomme einer slawischen oder deutschen Kaufmannsfamilie, die sich im 15. Jahrhundert in Valencia niederließ. Er schlug eine kirchliche Laufbahn ein, um gesellschaftlich aufzusteigen. Ab 1528 wurde er vom valencianischen Erzbischof Erhard de la Marche protegiert. Er wurde dessen Kaplan und widmete ihm die Abhandlungen Caerimoniae ad Missam (Valencia 1527) und Iudicium in Confessiones sacerdotum (1532).
Pere Antoni Beuter wirkte von 1534 bis 1546 und von 1553 bis 1556 als Professor für Bibelexegese an der Universität Valencia. Während eines Aufenthaltes in Rom im Jahr 1540 wurde er von Paul III. zum Apostolischen Prediger ernannt.
Pere Antoni Beuter gilt zusammen mit Rafael Martí de Viciana als Begründer der valencianischen Geschichtsschule, obwohl seine Haupttätigkeit in der Universitätslehre und -forschung im Studium der Bibel und dem Verfassen von Bänden zur Liturgie, Theologie und zu anderen kirchlichen Themen lag. Vor dem Hintergrund seines historischen Interesses verfasste er eine zweibändige Historiographie Valencias, die allerdings auch in seiner Zeit nicht allen kritischen Ansprüchen genügte. Er führte erstmals die Geschichtsfälschungen des Annius von Viterbo in die katalanische Geschichtsschreibung ein. Den ersten Band dieser Historiographie verfasste er original 1538 in katalanischer, den zweiten Band 1551 in spanischer Sprache, vermutlich um sich dem Machtzentrum Kaiser Karls I. von Spanien anzunähern. Der erste Band wurde 1546 ins Spanische übersetzt, 1563 nochmals in einer spanischsprachigen Version herausgegeben und um zahlreiche Passagen erweitert. Ein geplanter dritter Band wurde nicht mehr veröffentlicht, zumindest wurde ein solcher Band bis dato nicht gefunden.